# 佛光山佛陀紀念館
佛光山佛陀紀念館位於臺灣高雄市大樹區，占地50公頃，2011年落成。1998年釋星雲法師至印度菩提伽耶傳授國際三壇大戒，當時西藏喇嘛貢噶多傑仁波切，感念佛光山長期為促進世界佛教漢藏文化交流，創設中華漢藏文化協會，並舉辦世界佛教顯密會議，乃至創立國際佛光會等，是弘揚人間佛教的正派道場，遂表達贈送護藏近30年的佛牙舍利心願，盼能在臺灣建館供奉，讓正法永存，舍利重光。釋星雲為此珍貴的宗教遺產而建館至今，秉持「以人為本」推動社會終身教育，是綜合性最強並極具特色的博物館。

## 興建

### 緣起
1998年，釋星雲至印度菩提伽耶（又稱佛陀伽耶，是釋迦牟尼佛的悟道成佛處）傳授國際三壇大戒。
當時西藏喇嘛貢噶多傑仁波切，感念佛光山寺長期為促進世界佛教漢藏文化交流，創設中華漢藏文化協會，並舉辦世界佛教顯密會議，乃至創立國際佛光會等，是弘揚人間佛教的正派道場；遂表達贈送護藏近三十年的佛牙舍利心願，盼能在臺灣建館供奉，讓正法永存，舍利重光。
2003年，佛光山佛陀紀念館舉行安基典禮。歷經9年，2011年12月25日竣工。
釋星雲：「佛陀並不需要我們禮拜供養，但眾生需要藉此啟發善念、淨化心靈。透過禮拜佛塔，與佛陀的法身接觸，將思慕之情昇華為學習佛德，實踐於日常生活。佛陀並不需要寶塔，而是眾生需要，我憑著這句話而建寶塔。」

### 建館理念
釋星雲：「佛陀紀念館是歷史的建設，是人心的建設。它是十方的，是大眾的，只要有人需要它，誰都可以來親近它；它也是文化的，是教育的，無論個人、家庭、學校、機關團體，都可以在這裡團聚、聯誼，都可以在這裡圍繞、教學。」

### 發展
佛光山佛陀紀念館的發展目標為文藝化、電影化、人間化、國際化。
佛陀紀念館與中華文物交流協會五年合作計畫，共同舉辦過「千年重光」、「光照大千」、「七寶瑞光」、「紫禁佛光」、「絕壁重光」等大型展覽。與山東省文物局、安徽博物院、蘇州博物館、湖北博物館、河北博物院、山西博物院、國立歷史博物館、河南博物院、金門文化園區歷史民俗博物館等九個簽署成為友好博物館，每年在兩岸博物館館際交流及春節都有舉辦文化藝術展演活動。
佛陀紀念館實踐三好、四給的核心價值，以「文藝化、電影化、人間化、國際化」四化為發展目標，朝著典藏、研究、教育、探索及公共服務、休閒和觀光於一體，一年入館近千萬人次。2014年晉身ICOM國際博物館、首家通過ISO 50001能源管理系統國際認證的博物館至今，2015年獲第五屆中國旅遊投資艾帝亞獎，榮登聯合國世界旅遊組織2015年報（UNWTO）。2014至2019年獲全球最大TripAdvisor大獎、卓越獎，2020年更獲最風雲得主，榮獲台灣高雄景點第一。
佛陀紀念館設有四個常設展，四處展覽廳，重點展示引進海内外專題展覽和館藏珍品主題展。並設有一千五百人專業表演劇場「大覺堂」，民眾可公益欣賞藝術表演。以興建48座地宮的因緣，特地規劃「佛教地宮還原」常設展區，模擬陝西扶風法門寺地宮，展出地宮珍寶文物，設計了「開啟地宮門倒數」，以數字讓參觀民眾參與時空的進行。
佛陀紀念館歷來重要出版有：《博物館的奇蹟－佛陀紀念館的故事》、《兩岸博物館論壇論文集》、《與大師面對面-張大千書畫展‧星雲大師書法展》、《金身合璧 佛光普照─河北幽居寺佛首捐贈紀實暨佛塔寶藏藝術展》、弘一大師•豐子愷《護生圖書畫集》、《畫說紅樓─清‧孫溫 孫允謨繪紅樓夢》、《以法相會─寶寧寺、毗盧寺等明清水陸畫精選作品》、《紫禁佛光－明清宮廷佛教藝術展》等近30冊。
每年配合舉辦指標性、國際性大型活動：佛光山2018春節平安燈法會、佛誕節、國際書展暨蔬食博覽會、星雲人文世界論壇、世界神明聯誼會，均為大活動，世界各地中外人士都歡喜參與。佛陀紀念館和海內外博物館及各大學交流，每年舉辦學術研討會、國際交流活動，實為文化教育交流的重要平台。

### 五大使命
1. 48個地宮：持續保存人類文明的智慧，建構人類共同記憶。
2. 生命教育：透過文化藝術推動生命教育，及綠能環保。
3. 兩岸交流：兩岸交流，促進中華文化的復興。
4. 佛教藝術：致力於佛教藝術展覽，舉辦學術研討會 。
5. 公共服務：尊重包容，共享資源，熱忱服務。[2]

### 核心價值
- 三好：做好事、說好話、存好心
- 四給：給人信心、給人歡喜、給人希望、給人方便[2]

### 歷任館長
- 2011～2013年：慈容法師擔任第一任館長。

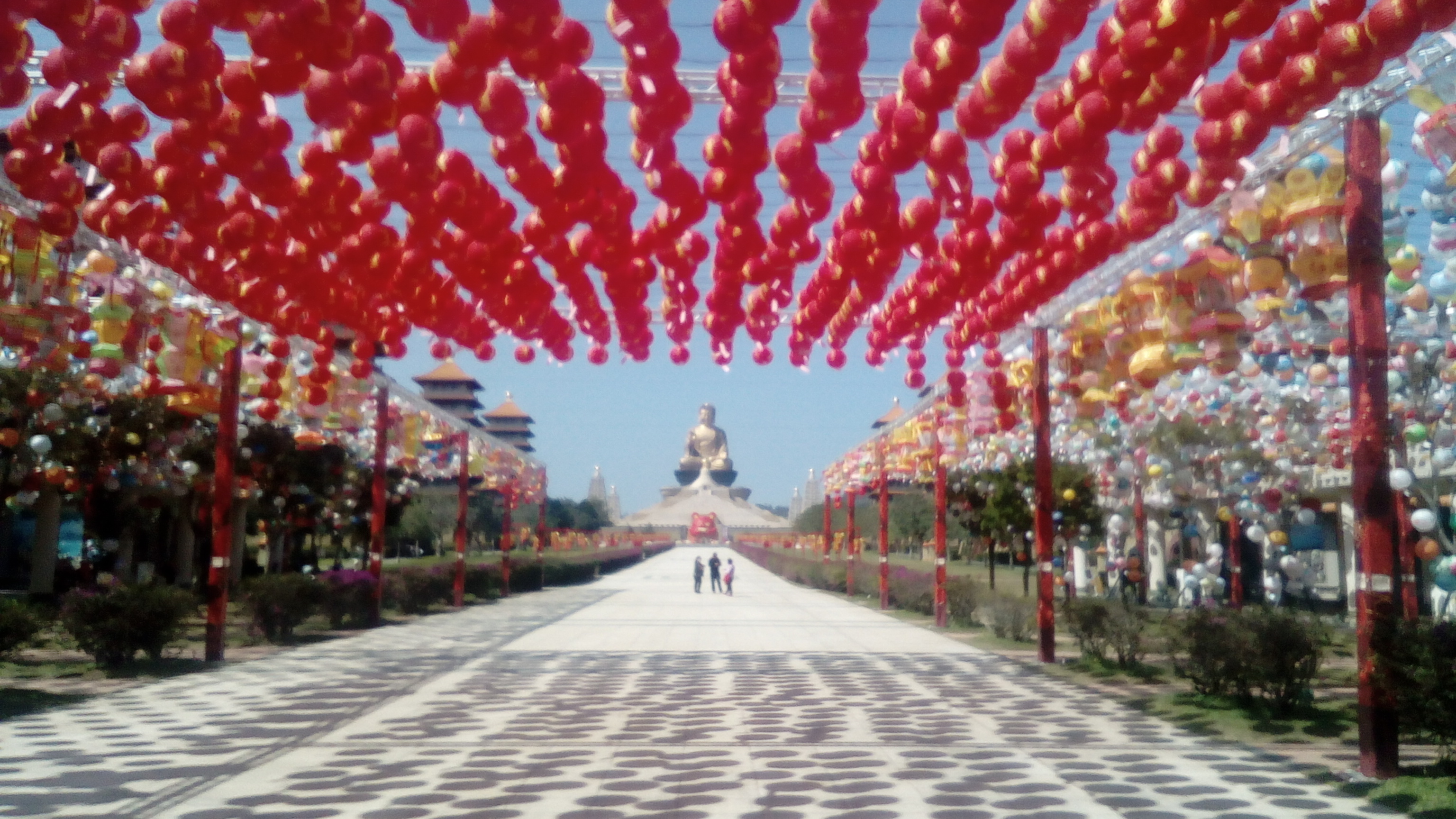
成佛大道

- 2013年～：副館長如常法師接任館長。

## 建築介紹

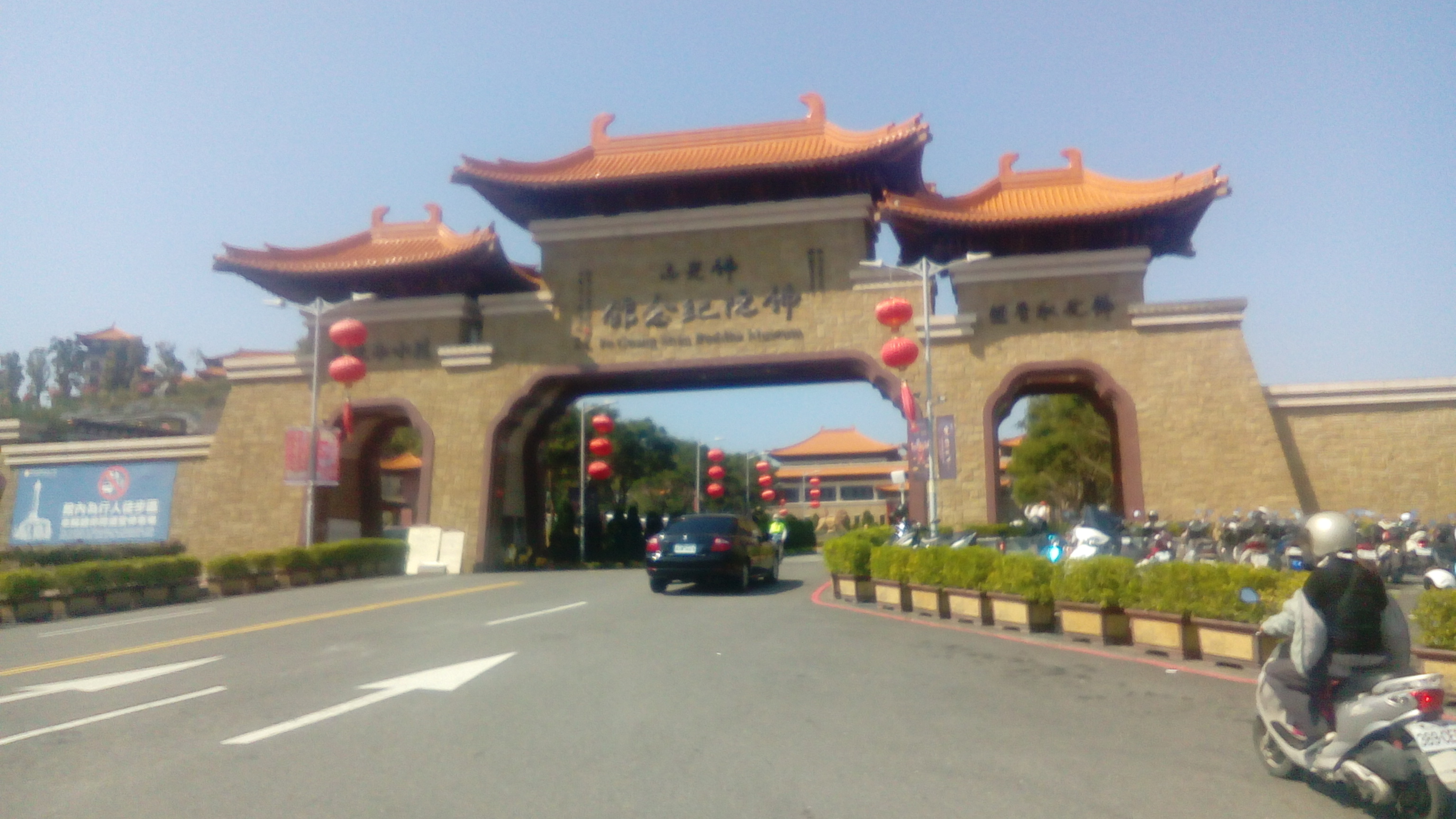
牌樓

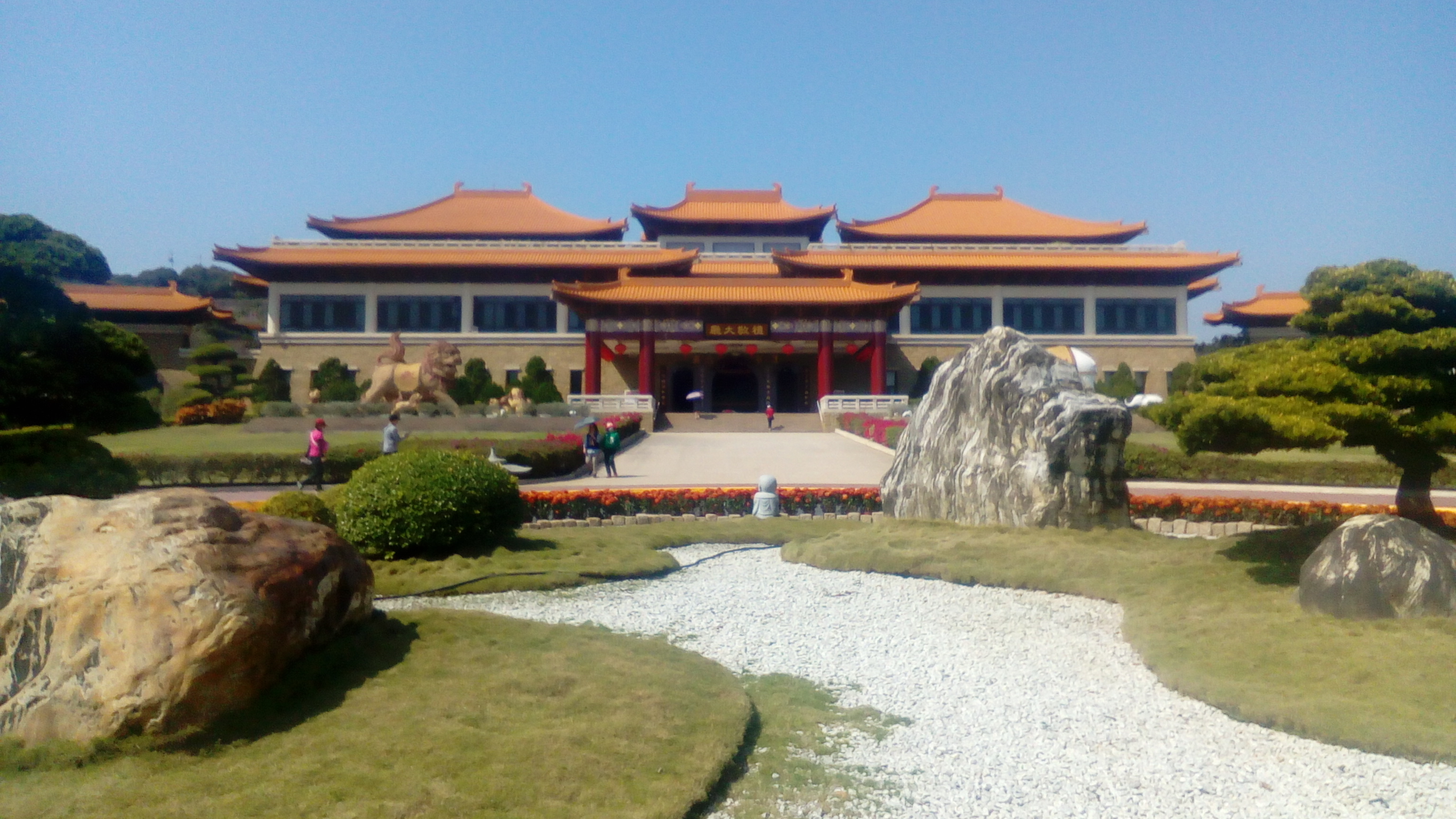
正殿

佛陀紀念館坐西朝東，占地總面積100公頃，自安基至竣工，外觀設計圖便繪製了百餘張，後經一再修改，成為現在除了主體建築正館外，成「前有八塔，後有大佛，南有靈山，北有祇園」的格局。主建築位於中軸線上，從東至西依序有「禮敬大廳」、「八塔」、「萬人照相台」、「菩提廣場」、佛光山佛陀紀念館本館及「佛光大佛」等。

### 禮敬大廳

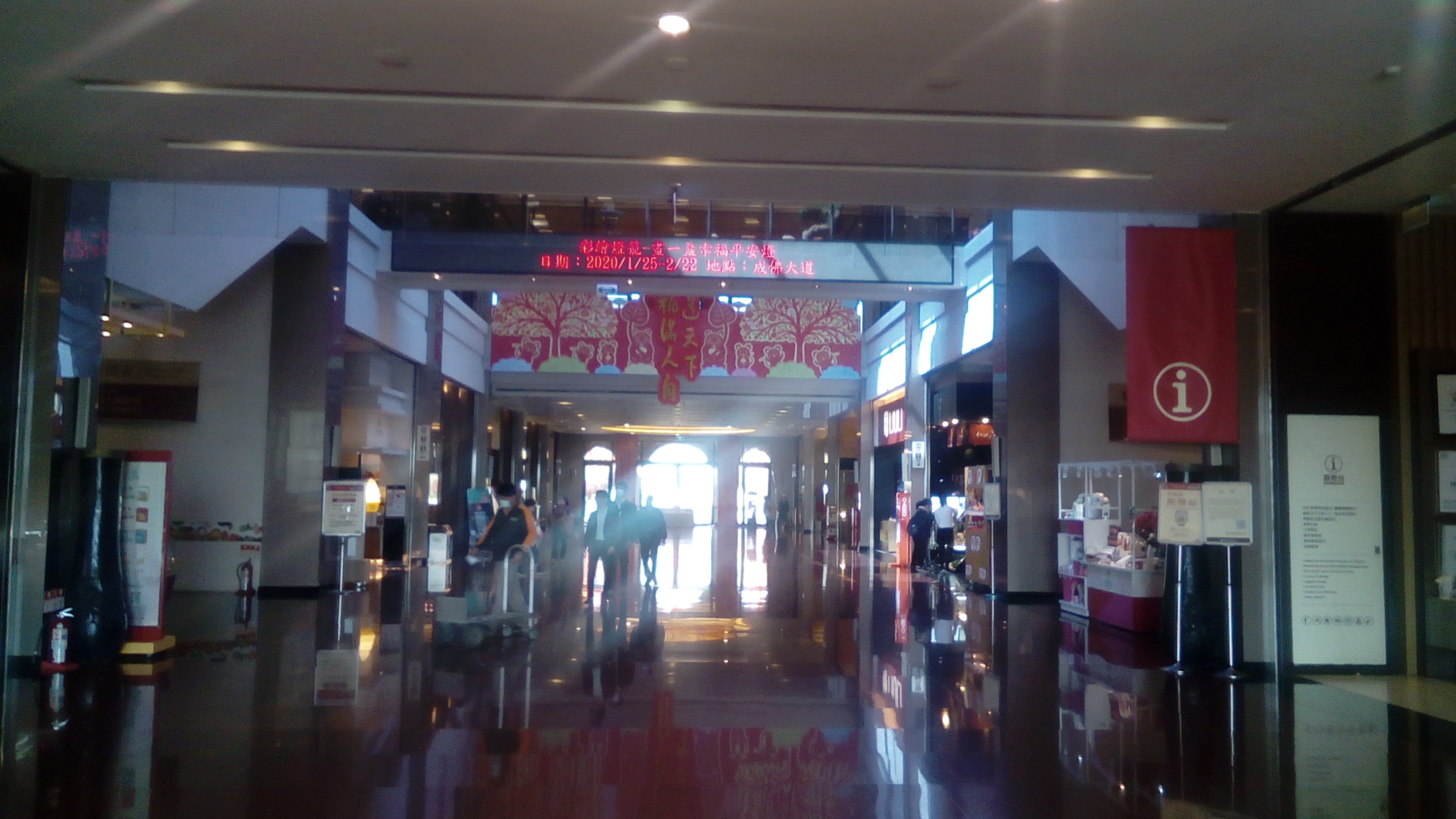
禮敬大廳

禮敬大廳位於館區入口處，其名有禮敬諸佛之意，為地下一層，地上三層的建築。內有禮敬大廳滴水坊、客堂（接待、詢問處）、國際人士服務台、校外教學／團體導覽服務／外語導覽服務、貨幣兌換、育嬰室、無障礙廁所、展示區、簡報區、美食區、佛教藝文流通處、寄物區等多功能服務。
門前有兩座雕像群，右為大象，說明佛陀乘白象入胎，用以紀念佛陀降誕；左為獅子，代表佛陀的般若法音，用以闡揚佛陀法義。

### 八塔

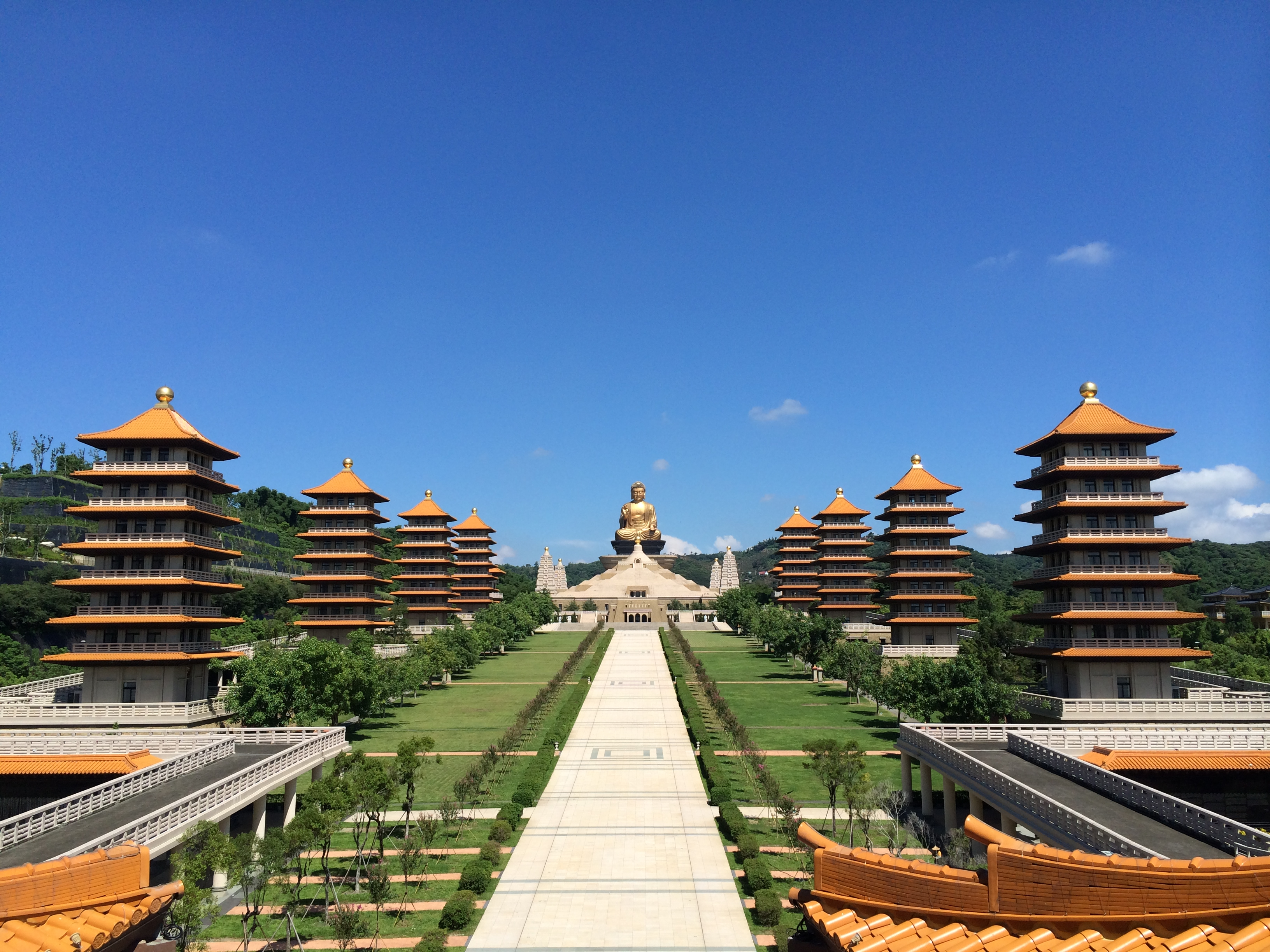
大佛與八塔

在本館前方，另有八座不同功能的塔，八塔象徵佛教基本教義八正道，其功能分別為：

#### 一教塔
一教，為一個人間佛教。釋星雲說人間佛教即是「佛說的、人要的、淨化的、善美的；凡是有助於幸福人生增進的教法，都是人間佛教。」一教塔平時提供會議、活動、課程之用途，舉凡義工講習、教育培訓等，各級學校、各個團體皆可申請場地借用。

#### 二眾塔
二眾，二眾指出家眾與在家眾。其功能為「三好兒童館」，有三好劇院、三好學園，是以釋星雲提倡的三好運動「做好事、說好話、存好心」為中心思想，專為兒童設計互動、科技與遊戲的場所。

#### 三好塔
三好之意為「身口意三業，身做好事，口說好話，意存好心。」三好塔為聯合辦公室，另設有會議室、會客室，是一座現代多功能的場所。

#### 四給塔
四給塔，以佛光山工作信條：給人信心、給人歡喜、給人希望、給人方便命名，其功能為文化廣場，使大眾都能遨遊於書香天地間，從中享受心靈寧靜。「讀做一個人，讀明一點理，讀悟一些緣，讀懂一顆心」，釋星雲以這四句話勉勵讀者。塔內有兒童專區，提供親子同樂最好的學習空間。

#### 五和塔
五和的意涵為「自心和悅、家庭和順、人我和敬、社會和諧、世界和平」。五和塔是「喜慶之家」，以「家庭」出發，從男女結婚的「佛化婚禮」，到喜獲麟兒的「毓麟之禮」，至孩子的「成年之禮」、長輩生日的「壽誕之禮」，或學生「畢業典禮」，舉凡喜慶大事，皆可在此禮堂以佛教儀式祝賀祈福，洋溢的幸福氛圍隨處可見，且可溫馨拍照留念。

#### 六度塔
六度塔是以佛教「布施、持戒、忍辱、精進、禪定、般若」命名，塔內為常設展，有「公益信託星雲大師教育基金」及釋星雲「一筆字」書法墨寶、3D影片欣賞。釋星雲憑藉著「心眼」和「法眼」書寫「一筆字」，書體卓然成一家。

#### 七誡塔
七誡即「誡煙毒、誡色情、誡暴力、誡偷盜、誡賭博、誡酗酒、誡惡口」，藉由七誡的奉行，讓個人、家庭到社會形成一股善美清淨的「正面能量」。七誡塔是客堂，提供參訪民眾喝茶、休憩及談敘之用。

#### 八道塔
「八道」亦名「八正道」，即「正見、正思惟、正語、正業、正命、正精進、正念、正定」，是引領我們去向涅槃解脫的正道。八道塔為客堂，播放介紹佛陀紀念館影片、簡報之場所。
八座塔外形及工法相同，皆為方形七層樓閣式，高37公尺，鋼筋混凝土結構，基座外飾黃砂岩，塔身外牆是小理石，屋瓦為飛鳥瓦，欄杆為石材。

### 雙閣樓
佛陀紀念館北側有一處可讓身心靈休憩的空間，名為「雙閣樓」的金色建築物，在「清風吹拂老樹，池畔長滿荷花」的生態池襯托下，散發人文的氣息。雙閣樓外圍榕樹林及生態池更是校外教學，體驗自然生態中蘊涵生命教育的最佳場所。有人說煦煦陽光映照在雙閣樓是最美的景色；也有人說，夜晚金碧輝煌的雙閣樓是最莊嚴的時刻。
雙閣樓2樓的「茶禪一味」空間，傳揚著中華茶道文化，3樓設「抄經堂」，提供「佛光菜根譚」與「心經」給人抄寫，是讓大眾修心養性、了解經文的好場所。為提昇人文氣息，「雙閣樓名家講座」設於3樓，成為人文空間平台，以教育、文化、藝術淨化人心，綠蔭中，讓大眾共享藝文深度，傾聽，善美與感動。

### 菩提廣場
通過成佛大道，就是「萬人照相台」，共有37個階梯，象徵「三十七道品」，即是佛教修行實踐的法門。站在台階上，面向東，背後是一尊世界最高大的銅鑄坐佛；轉身向西，有八座寶塔為背景，視野遼闊，是來訪團體拍照最佳之地。
菩提廣場長、寬各100公尺，廣場上經常舉辦大型戶外活動，如：愛與和平宗教祈福大會、萬人歌頌偉大的佛陀音樂會、千人曬經、千人茶禪、全國金剛知賓檢閱大會、經典戲劇饗宴、三好嘉年華會、等。廣場上更有十八羅漢及八宗祖師的雕像環繞。

### 本館
本館主體建築塔身為覆缽式，基座外飾黃砂岩，塔身為鏽石，極具印度風格。在摩尼寶珠下的塔剎為藏經塔，供奉百萬部心經，「百萬心經入法身」是佛陀紀念館興建時所發起的祈福活動。

#### 殿堂
本館一樓正中間依序有三座殿堂，觀音殿、金佛殿、玉佛殿。

##### 觀音殿
觀音殿供奉千手千眼觀音菩薩，由釋星雲設計並題殿名，請藝術家楊惠姍以莫高窟第三窟千手千眼觀音變相臨摹雕塑，白色玻璃壁面由藝術家施金輝 （页面存档备份，存于）繪33觀音圍繞殿堂，遊客可虔誠祈求菩薩加持的甘露法水。弧形外牆印著《普門品》經文，結合信仰美學，處處散發淨香。

##### 金佛殿
金佛殿供奉泰國金佛，2004年泰國皇室慶祝僧王90大壽，製作19尊金佛，詩琳通公主代表僧王致贈一尊金佛予釋星雲，象徵南北傳佛教融和的文化。殿內設有中、英文法語箱，遊客可將溫馨的法味帶回家。

##### 玉佛殿
玉佛殿供奉佛陀真身舍利，緬甸白玉雕成的臥佛象徵佛陀的涅槃像。佛前有釋星雲題寫楹聯：「佛在世時我沉淪，佛滅度後我出生；懺悔此身多業障，至今才見如來身。」佛像兩旁大型彩色玉雕有東方琉璃世界與西方極樂世界，兩側牆面由香柏木雕成的世界各地佛塔，流露著佛教藝術之美。

#### 常設展
本館一樓共有四個常設展，結合靜態、動態、科技與傳統的結合，帶領遊客以各種角度親近佛教文化。

##### 佛教地宮還原館
佛陀紀念館設置了48座地宮，以「信仰、生活、文化」為軸線，搜集具有歷史性、當代性、紀念性的記憶和文物，百年開啟一座，延續及保存人類共同的文化。為使大眾了解何謂地宮，佛陀紀念館特於本館一樓常設「佛教地宮還原館」，漫步其間讓人彷彿穿過時光隧道，進入佛教聖物的歷史之旅。
「佛教地宮還原館」有「法門寺」、「觀音、石函、舍利瓶」、「禮佛器物」及「造像碑」等四個展區。收錄134組佛教文物，皆為震旦集團董事長陳永泰、陳白玉葉伉儷，發心捐贈數十年所收藏的各地宮文物。

##### 佛教節慶館
「佛教節慶館」呈現佛教一年四季所舉辦的各種節慶，藉由節慶走入人間。釋星雲以三寶節日為主體設計的概念：以農曆四月初八佛誕日「佛寶節」、七月十五「僧寶節」、十二月初八佛陀成道日「法寶節」合為「三寶節」。這些節日裡，既展現佛菩薩慈悲智慧的精神，也反映佛教與民間固有思想、習俗相互融和發展的信仰特色。希望大眾以佛菩薩慈心悲願、功德，激勵自己，學習並實踐佛菩薩的普濟精神。

##### 佛光山宗史館
為使大眾了解佛光山開山往事與未來展望，本館一樓特設置「佛光山宗史館」，如實記錄釋星雲推動人間佛教發展的歷史。展覽以時間為軸，以報導為引，從「出生」、「出家」、「渡海來臺」、「咱們的佛教來了」、「創辦佛光山」、「佛光普照五大洲」等六個單元，深入淺出地呈現釋星雲的成長背景與思想；同時，以佛光山四大宗旨「以文化弘揚佛法」、「以教育培養人才」、「以慈善福利社會」、「以共修淨化人心」等四個面相，介紹人間佛教如何將佛教帶往現代化。

##### 佛陀一生館
4D動畫《佛陀的一生》，以佛陀的一生為主題，由釋星雲提供腳本，展覽透過4D劇院及壁畫、文字、聲光影音及互動的展示手法，呈現佛陀如何以示教利喜誕生人間的本懷。
繼《佛陀的一生》播映所締造廣大好口碑後，2014年新春之際，佛陀紀念館再推出由導演曲全立歷時一年多製作的4D水墨畫風格動畫鉅片《貧女一燈》。

#### 大覺堂
「大覺堂」是一座多功能的大型表演廳。可容納2000人，擁有全臺首座360度環形螢幕，中央造型主燈以漸進式燈光，呈現蓮花的一開一合，散布在蓮花周圍的祥雲，也因色彩變化，營造出七彩效果。圓形升降舞台的創新設備能順逆旋轉，使表演者可藉由舞台旋讓四面八方的觀眾都能清楚地欣賞演出。
大覺堂自開幕以來，有許多世界著名的表演團體：北京中央民族樂團、北京京劇院、菲律賓藝術學院、馬來西亞舞蹈學院；臺灣明華園、尚和、唐美雲歌仔戲團；國光豫劇團，臺北佛光青年歌詠隊；山西太原舞蹈團、福建省歌舞劇院、廣西木偶劇團、河南豫劇院、西班牙智利拉拉劇團，河南雜技團、河北雜技團、山東雜技團、江蘇大劇院、南京市京劇團、河南省藝術中心、維也納佛光青年愛樂團等來獻藝，讓臺灣社會民眾不用舟車勞頓，就可以免費欣賞人文藝術，提昇心靈的資糧。

#### 四聖塔
基座四隅有四塔，塔身壁龕乃浮雕圖案。塔內各設有菩薩造像，分別為大悲觀世音菩薩、大智文殊師利菩薩、大願地藏王菩薩及大行普賢菩薩。

#### 佛光大佛
佛陀紀念館的建築極具藝術價值，也是會「說法」的建築，在中軸線的最高點，坐著世界最大的銅鑄坐佛—佛光大佛，坐西朝東，連同基座及建築共108公尺，重1,780公噸，右手結佛光人熟悉的蓮花印，左手與願印，呈現人間慈悲圓滿相。許多遊客總希望能近距離禮拜大佛，釋星雲秉持給人歡喜之理念，啟建了「大佛平台」，開放一處可容納2000人禮佛的寬廣之地。大佛平台、四聖塔於每週六由法師帶領大眾繞塔修持，修福修慧。

## 四十八個地宮
「地宮」顧名思義，就是地下的宮室。佛陀紀念館有四十八座地宮，分佈在「本館」正下方，珍藏著數千件文物。時代走過的歷史軌跡、來自全球的生活記憶，在這裡以「真空」狀態，保存給人類的子子孫孫，並向全球大眾徵集具有歷史性、知識性、當代性及紀念性之各種文物。由於每百年才會開啟一室，因此全部地宮要4800年才會開完。同時每年更舉行「地宮珍寶入宮暨百萬心經入法身法會 （页面存档备份，存于）」，承載珍貴文物的寶轎，朝本館前進，送入地宮珍藏。

## 藝術

### 立體浮雕
漫步環館道路，南北風雨走廊的立體浮雕藝術，是釋星雲的創意，也是佛教藝術的創舉，啟發大眾心靈智慧，認識生命的可貴。

#### 佛陀行化圖
22幅「佛陀行化本事」，穿插古德偈語，呈現佛陀一生重要的弘化事跡，福慧圓滿。

#### 禪話禪畫
1993年大陸知名畫家高爾泰、蒲小雨夫婦以《星雲禪話》為體材畫下百幅禪畫的人物，由佛光山典藏。佛陀紀念館遴選40幅作品，雕塑彩繪，栩栩如生。

#### 護生圖
八塔長廊的圍牆壁面，有70幅以畫說法的《護生畫集》浮雕及14幅《佛光菜根譚 （页面存档备份，存于）》偈語，總計86幅護生圖浮雕。《護生畫集》浮雕為豐子愷先生《護生畫集》的漫畫，配合弘一大師題詩的墨寶，是佛教所倡導的慈悲與戒殺的體現，藉此宣揚護生概念，彰顯佛陀護生愛生的慈悲。護生圖浮雕是由現代雕塑家葉先鳴製作，傳統藝術彩繪家陳啟明彩繪。

#### 名家書法碑牆
黑色花崗岩的碑牆，以釋星雲《佛光菜根譚》75篇為底本，透過知名書法家書寫不同的字體，鑴刻於牆，書卷氣息讓人低吟流連。

### 一筆字
所謂「一筆字」指釋星雲所寫的書法，每一張都是「一筆」到底，不容間斷；因為只要中途停頓，就會看不清、抓不準筆畫而難以下筆，因此他不得不一 氣呵成，一揮而就。高齡超過九十歲的他，由於四十多年的糖尿病，導致視網膜剝離，合併眼底黃斑部細胞鈣化，雙眼視力模糊，幾乎看不見；雙手更是不聽使喚的顫抖，但他仍然藉著用「心眼」寫出一手少人能及的一筆字。一筆字書法常設展館位於佛陀紀念館六度塔，提供一筆字墨寶、書法拓印及一筆字3D電影供遊客欣賞。館內更有一筆字相關文創產品的自在紀念品店，看見一筆字的藝術之美。

### 石雕
石雕藝術有著堅毅、樸實之美，國際藝術家吳榮賜慧心巧手雕刻，以泉州白石雕刻出八宗祖師，泉州青斗石雕刻出十八羅漢，其神韻皆靈活靈現。期待觀者了解佛教賢者，見賢思齊。

#### 十八羅漢
十八羅漢尊像位於本館前的菩提廣場兩側，包括舍利弗、目犍連、富樓那、須菩提、迦旃延、大迦葉、阿那律、優波離、阿難、羅睺羅、迦留陀夷、賓頭盧、周利槃陀伽、蓮華色比丘尼、大愛道比丘尼、妙賢比丘尼、降龍羅漢和伏虎羅漢，其與一般常見的十八羅漢頗不相同。
該組造像以佛陀十大弟子為主，加入《阿彌陀經》諸羅漢以及中國佛教常見的降龍羅漢和伏虎羅漢。其中最特別的是包含蓮華比丘尼、大愛道比丘尼和妙賢比丘尼三位尊者，係釋星雲有鑑比丘尼亦對佛教有諸多貢獻，遂將三位女尊者納入十八羅漢之列，彰顯佛教的平等觀。
十八羅漢如下：
1. 大迦葉 (頭陀第一)[9]
2. 目犍連 (神通第一)[10]
3. 舍利弗 (智慧第一)[11]
4. 阿那律 (天眼第一)[12]
5. 羅睺羅 (密行第一)[13]
6. 阿難陀 (多聞第一)[14]
7. 迦旃延 (論議第一)[15]
8. 迦留陀夷 (教化第一)[16]
9. 賓頭盧 (福田第一)[17]
10. 周利槃陀伽 (解脫第一)[18]
11. 優波離 (持戒第一)[19]
12. 富樓那 (說法第一)[20]
13. 須菩提 (解空第一)[21]
14. 降龍羅漢迦毗摩羅[22]
15. 伏虎羅漢彌勒尊者[23]
16. 大愛道比丘尼(女眾弟子中僧臘第一，佛陀的姨母、以國母之尊入道，為出家女眾之首)[24]
17. 妙賢比丘尼(女眾弟子中宿命通第一)[25]
18. 蓮華比丘尼(女眾弟子中神通第一)[26]

#### 八宗祖師
佛光山提倡人間佛教，八宗兼弘，所謂「密富禪貧方便淨，唯識耐煩嘉祥空，傳統華嚴修身律，義理組織天台宗」正是八個宗派的最大特色。釋星雲希望藉著八宗祖師的風範作為僧信二眾立身處世的楷模。

### 展廳
佛館四個展廳分南北兩側，南為一、二展廳，北為三、四展廳。第一、二展廳中設有可立體透視的中間島型櫃，參觀者能盡興觀覽展品的精髓；第三、四展廳間活動 隔板的設計，讓藝術家更可自由移動佈展。四個展廳的開放，成就許多名家與大眾結下好因好緣，提升人文藝術之風。不管您是觀賞家亦或遊客，這裡的展覽平台屬 於每個人。
佛陀紀念館推動兩岸文化展演，有中國文物交流中心簽署五年合作協議的佛教文物展，以及非遺展覽、多元藝術特展等。大陸各博物館陸續或持續到佛陀紀念館所呈現的各項文化展演，都是真、善、美，豐富人們的心靈，也開啟人心向善之光明。

## 教育
佛陀紀念館宛如一所開放式的校園，提供各階層人士美好的學習環境，其中有自然生態教育、生命教育、文化藝展、故事講演等，是學校校外教學的最佳選擇。透過自然生態的觀賞，例如賞鳥及賞蝶等，以推廣生態保育的觀念，共同愛護園區生態環境。
佛館為發揚中華文化，提升生命、品德教育與道德觀念，倡導三好運動─做好事、說好話、存好心，以培養學童尊重包容，學習互動及淨化心靈為目標，歡迎海內外高中以下各級學校、幼兒園等至佛館舉辦校外教學參訪活動。
以啟示大眾愛惜生命之《護生圖》、佛陀教育大眾之《佛陀行化圖》以及展現禪師睿智幽默之《禪話禪畫》等為教材，並結合現代科技影音設備，如：佛陀的一生及佛教節慶，讓學生以互動方式認識中華文化，藉此提升學生的優良道德品格。

## 館際交流
佛陀紀念館榮獲國際博物館協會認證，成為最年輕的正式會員，是一座譽享國際的博物館，每年吸引眾多國際人士慕名而來，進行交流參訪，展開一場深度之旅。
為推廣中華文化、促進兩岸交流，佛陀紀念館陸續與兩岸各博物館，包含國家文物局、山東省文物局、安徽博物院、蘇州博物館、國立歷史博物館、河北博物院、湖北省博物馆、山西博物院、金門文化園區歷史民俗博物館和河南博物院等簽立友好博物館協定，共同推展與保存中華文化、博物館公共服務。

## 得獎事蹟
- 2012年11月27日，榮獲第13屆「國家建築金獎」之文化教育類金獅獎。
- 2013年11月22日，獲選內政部「臺灣宗教百景」之列。
- 2014年7月1日，榮獲國際博物館協會ICOM認證，成為最年輕的正式會員。
- 2014年7月15日，榮獲全球最大旅遊網站TripAdvisor「2014年旅行者之選大獎」，排行臺灣高雄景點第一名。
- 2014年10月25日，榮獲高雄市政府頒贈觀光風景區年度「優良公廁獎」。
- 2014年11月13日，成為第一個通過ISO 50001能源管理系統驗證的宗教團體和博物館。至 2022年間持續通過 ISO 50001能源管理系統。
- 2014年12月16日，巴士淨房榮獲行政院環保署列名優質特色公廁。正式發布在「幸福守廁—便所王國的奇幻旅程」公廁電子書。
- 2015年8月10日，榮獲高雄市政府環境保護局列管廁所評鑑「特優」殊榮。
- 2015年10月31日，榮獲高雄市「104年度觀光風景區類優良公廁獎」第二名。
- 2016年1月16日，榮獲第五屆中國旅遊投資艾帝亞獎之「中國最佳歷史文化旅遊項目獎」。
- 2016年5月25日，全球最大旅遊網站TripAdvisor （页面存档备份，存于）公布網路背包客票選2016旅遊精華，佛館名列全台前十大地標之一。[30]
- 2017年5月23日，第三度榮獲全球最大旅遊網站TripAdvisor （页面存档备份，存于）「2017年旅行者之選—台灣最佳地標性景點」全台前十大地標之一。[31]
- 2017年6月21日，榮獲全球最大旅遊網站TripAdvisor （页面存档备份，存于）「 2017年卓越獎」(Certificate of Excellence)。[32]
- 2017年8月30日，榮獲行政院環境保護署公廁特優場所認證。
- 2018年5月24日，榮獲全球最大旅遊網站TripAdvisor「2018優等證書和名人堂」。
- 2018年， 世界紀錄-世界最多佛像與神像同時聚集的全球多元宗教聯誼會。
- 2019年5月23日，榮獲全球最大旅遊網站TripAdvisor「2019優等證書和名人堂」。
- 2020年8月20日，榮獲全球最大旅遊網站TripAdvisor「2020最風雲得主」。
- 2020年，獲高雄市政府環境保護局「公廁特優場所認證」。
- 2020年，榮獲認證成為國際人權博物館聯盟亞太分會(FIHRM-AP)會員。
- 2021年，獲高雄旅遊網熱門推薦TOP NO1 。
- 2021年，再度通過ISO 50001能源管理系統認證的國際博物館。
- 2023年獲頒台灣檢驗科技股份有限公司（SGS）舉辦的ESG Awards「能源管理獎」。
- 2023年4月，佛館完成碳盤查驗證，並榮獲英國標準協會BSI 碳盤查證書。
- 2023年10月，佛館榮獲高雄市第9屆環境教育獎團體組特優獎，亦入選國家環境教育獎前六名，複審通過。
- 2024年4月，佛館經環境部環境教育認證審查通過為環境教育設施場所。

## 開放時間
- 休館日：自2017/03/07日起，每逢週二休館。春節開放時間依當年度公告。

- 開館時間
  - 平日：上午09：00~下午18：00
  - 週六日及例假日：上午09：00~下午18：00

- 禮敬大廳開放時間
  - 平日：上午09：00~下午18：00
  - 週六日及例假日：上午09：00~下午19：00

## 交通

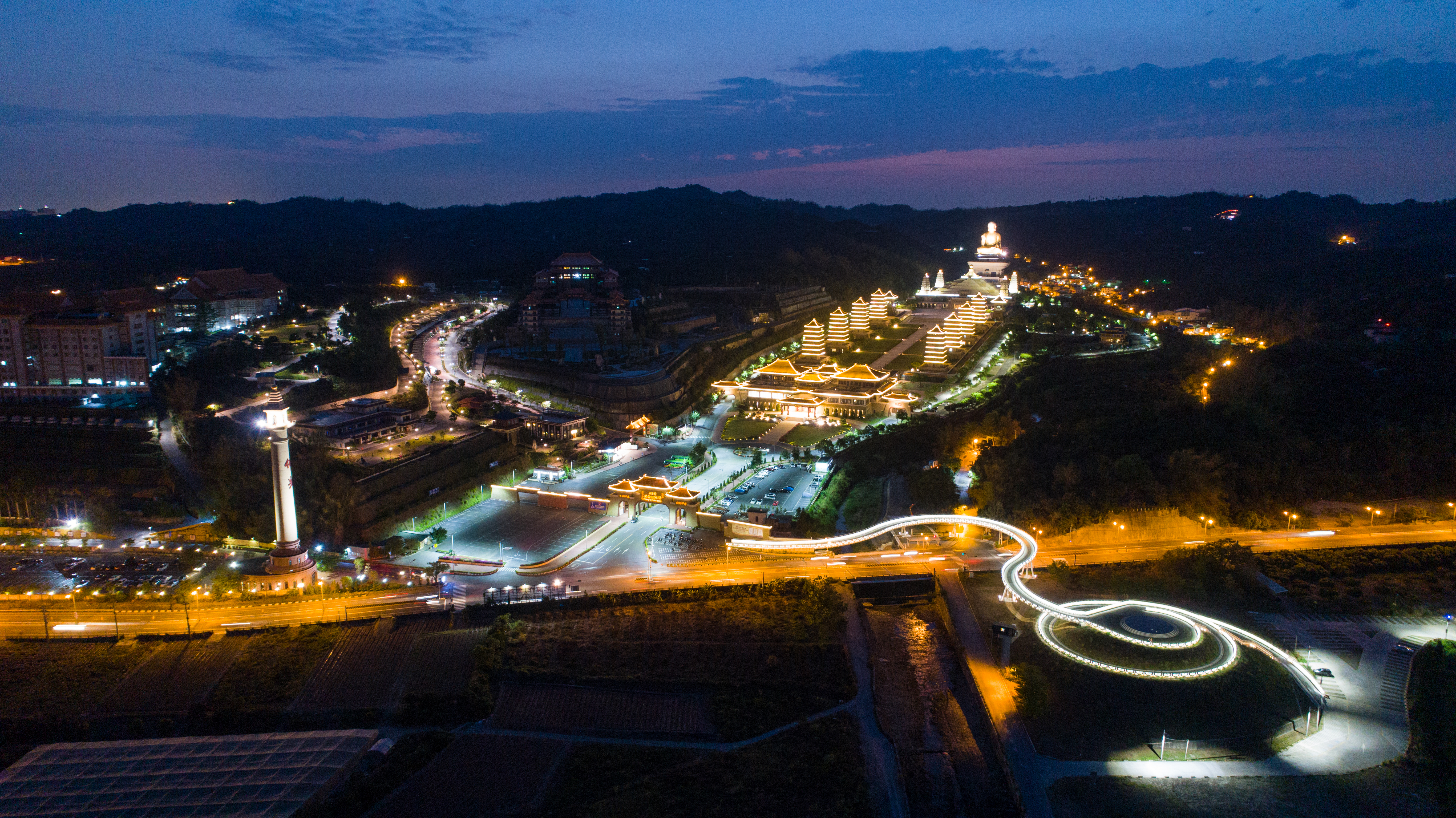
傍晚的佛陀紀念館

### 自行開車
若由北向南下，由國道1號至新市收費站後，轉國道8號接國道3號，經過中寮隧道後轉國道10號往旗山方向，在嶺口交流道下高速公路，右轉台29線，即達佛光山。
若由南向北上，可從高雄中山、中正、九如交流道上國道1號，於鼎金交流道上國道10號往旗山方向，在嶺口交流道下高速公路，右轉台29線，即達佛光山。

### 大眾運輸
- 可以先搭乘台鐵至下列車站轉乘公車：
  - 至新左營車站轉搭高雄客運E02哈佛快線至佛陀紀念館。
  - 至高雄車站，轉乘高雄客運8009路、8010路、8010區間車。
  - 至鳳山車站，轉搭東南客運大樹祈福線至佛陀紀念館。
  - 至九曲堂車站，轉搭東南客運橘7B路、大樹祈福線、高雄客運8010路、8010區間車至佛陀紀念館。
- 或搭乘高雄捷運至下列捷運站轉乘公車：
  - 至捷運大東站、捷運鳳山國中站，轉搭東南客運大樹祈福線至佛陀紀念館。
- 搭乘高鐵
  - 至高鐵左營站轉搭高雄客運E02哈佛快線至佛陀紀念館。
- 搭乘公車
  - 東南客運
    - 橘7B路：自由路(被服廠)-佛陀紀念館
    - 大樹祈福線：臺鐵鳳山站-佛陀紀念館

  - 高雄客運
    - 8009路：高雄-澄清湖-旗山
    - 8010路：高雄-旗山
    - 8010區間車：鳳山-旗山
    - E02哈佛快線：高鐵左營站-佛光山

## 違建問題

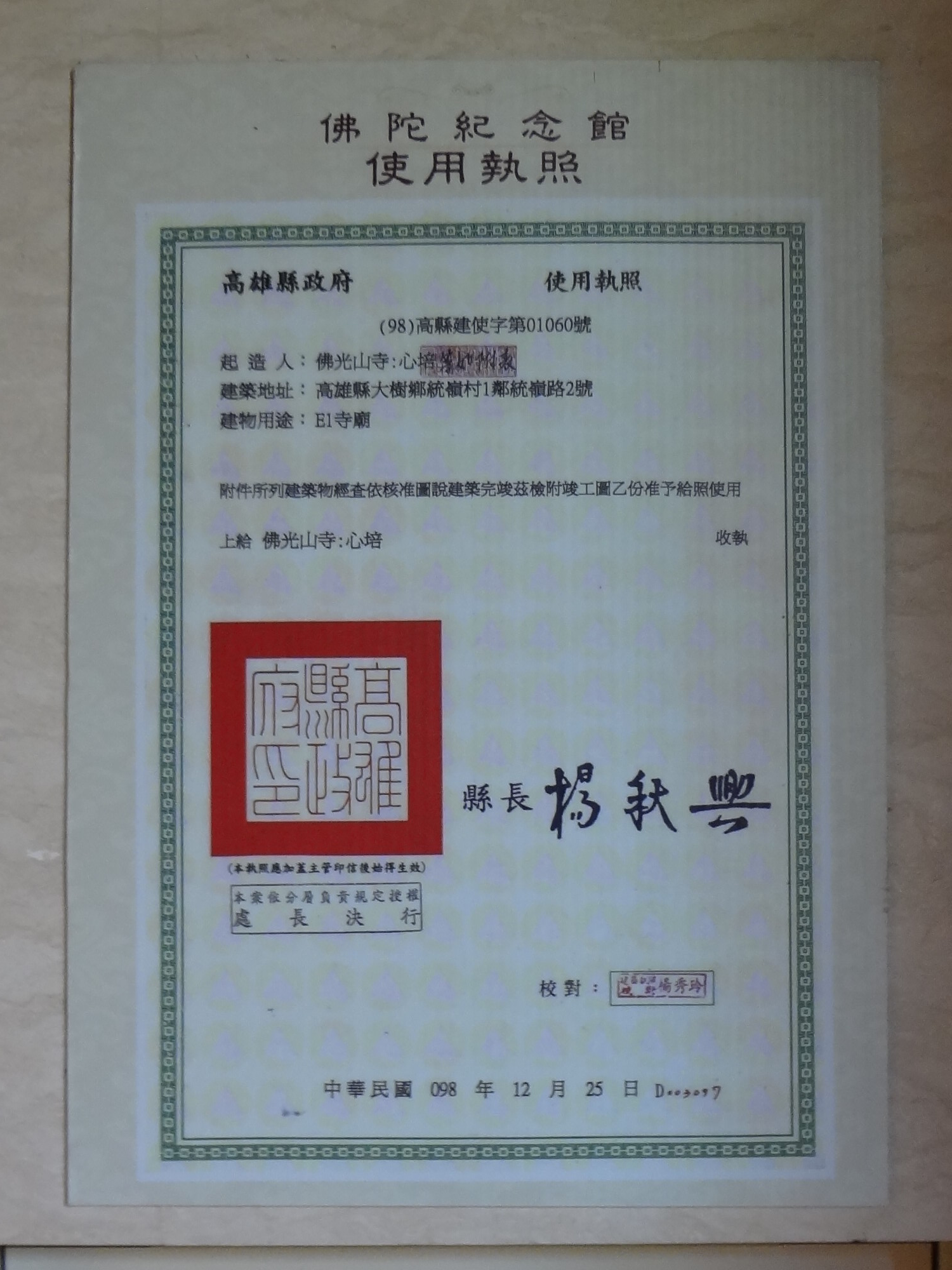
佛陀紀念館本館建築使用執照

2012年5月，佛光山寺聲明稿表示，佛光山佛陀紀念館主館建築及「佛光樓」建築，已分別於2009年12月25日及2011年11月24日取得使用執照；「佛光堂」之建築，亦於2012年4月26日取得建築執照。
2012年2月9日，民主進步黨兩位高雄市議員鄭新助、林芳如在高雄市議會對於佛光山周邊交通問題的改善，要求高雄市政府處理，並質詢部分建物的合法性。高雄市政府工務局表示，佛陀紀念館區尚未開發完成，工務局已要求佛光山儘速補申請合法執照、並修正佛陀紀念館區開發計畫。
2012年5月3日，台灣《壹週刊》報導稱，目前佛陀紀念館僅佛光大佛（佛光館）、本館及佛光塔取得使用執照，其餘仍在送件審議階段。針對該報導，佛光山寺提出聲明稱：「佛館第二期工程已取得內政部開發許可，部分山坡地水土保持工程已交政府審查中。」「佛光堂之建築，亦於2012年4月26日取得建築執照。」「佛館之山門只作牌樓景觀之用，政府亦於審查中。」。但截至2013年的媒體報導，佛陀紀念館的違建問題仍未有改善。

## 註腳
1. 1 2  . 天下遠見出版股份有限公司. 2011. ISBN 978-986-216-858-5.
2. 1 2 3 4 5  .   [2016-08-19]. （原始内容存档于2020-11-20）.
3. ↑  李如定. . 人間福報網站. 2011-10-09  [2012-01-22]. （原始内容存档于2020-10-01）.
4. 1 2 3 4 5 6 7 8 9 10 11 12 13  釋如常主編，《博物館的奇蹟-佛陀紀念館的故事》，財團法人人間文教基金會出版，2016年4月，ISBN =978-986-834-464-8。
5. ↑  . 中時電子報.   [2017-11-09]. （原始内容存档于2019-06-17）.
6. ↑  . 人間福報.   [2017-11-05]. （原始内容存档于2020-10-01）.
7. ↑  王美珍. . 遠見雜誌2012年1月號（第307期）. 2010-02-02  [2012-01-22]. （原始内容存档于2016-08-18）.
8. ↑  .   [2016-08-19]. （原始内容存档于2020-10-01）.
9. ↑  心皓. . 人間福報網站. 2011-02-18  [2012-01-22].
10. ↑  奕池. . 人間福報網站. 2011-02-24  [2012-01-22].
11. ↑  杜荷. . 人間福報網站. 2011-02-25  [2012-01-22].
12. ↑  光生. . 人間福報網站. 2011-02-22  [2012-01-22].
13. ↑  苗方. . 人間福報網站. 2011-02-21  [2012-01-22].
14. ↑  喜心. . 人間福報網站. 2011-02-17  [2012-01-22].
15. ↑  鏡子. . 人間福報網站. 2011-02-23  [2012-01-22].
16. ↑  妞吉. . 人間福報網站. 2011-02-14  [2012-01-22].
17. ↑  絲苗. . 人間福報網站. 2011-02-15  [2012-01-22].
18. ↑  絲苗. . 人間福報網站. 2011-02-16  [2012-01-22].
19. ↑  絲苗. . 人間福報網站. 2011-02-10  [2012-01-22]. （原始内容存档于2020-10-01）.
20. ↑  若愚. . 人間福報網站. 2011-02-28  [2012-01-22].
21. ↑  杜荷. . 人間福報網站. 2011-02-11  [2012-01-22].
22. ↑  絲苗. . 人間福報網站. 2011-03-01  [2012-01-22].
23. ↑  絲苗. . 人間福報網站. 2011-03-02  [2012-01-22].
24. ↑  杜荷. . 人間福報網站. 2011-02-07  [2012-01-22].
25. ↑  杜荷. . 人間福報網站. 2011-02-08  [2012-01-22].
26. ↑  杜荷. . 人間福報網站. 2011-02-09  [2012-01-22].
27. ↑  .   [2016-08-19]. （原始内容存档于2020-07-27）.
28. ↑  . 佛光山佛陀紀念館.   [2016-08-19]. （原始内容存档于2020-11-18）.
29. ↑  . 佛光山佛陀紀念館.   [2016-08-19]. （原始内容存档于2020-11-18）.
30. ↑  . 財團法人人間文教基金會. 2016. ISBN 9789868344648.
31. ↑  . （原始内容存档于2020-10-01）.
32. ↑  . （原始内容存档于2020-09-28）.
33. 1 2  . 人間新聞. 2012-05-03.
34. ↑  . 蘋果日報. 2012-05-03  [2018-01-12]. （原始内容存档于2017-09-17） （中文（臺灣））.
35. ↑  . 壹電視新聞台.   [2018-01-12]. （原始内容存档于2019-06-06）.
36. ↑  . TVBS新聞.   [2018-01-12]. （原始内容存档于2019-06-12）.
37. ↑  . 自由時報電子報.   [2018-01-12]. （原始内容存档于2020-09-30）.

## 外部連結
- 佛光山佛陀紀念館 （页面存档备份，存于）
- 佛光山佛陀紀念館（英文）（页面存档备份，存于）
- 佛光山佛陀紀念館臉書(中文) （页面存档备份，存于）
- 佛光山佛陀紀念館臉書(英文) （页面存档备份，存于）
- YouTube上的佛光山佛陀紀念館頻道
- 佛光山全球資訊網
- 佛陀紀念館360全景導覽（页面存档备份，存于）
- 地宮珍寶入宮暨百萬心經入法身法會 （页面存档备份，存于）
- 星雲大師一筆字世界巡迴展 （页面存档备份，存于）
- 公益信託星雲大師教育基金 （页面存档备份，存于）
- 【台灣，你好！】沙發環島空拍鷹眼系列 - 2015/7/27 高雄佛光山佛陀紀念館 卷一 （页面存档备份，存于）
- 【台灣，你好！】白皮書事件簿 2015-07-27佛光山佛陀紀念館 （页面存档备份，存于）
- 2017年世界神明朝山聯誼會 （页面存档备份，存于）
- 財團法人人間文教基金會